# جارسوگودا
جارسوگودا (به انگلیسی: Jharsuguda) یک منطقهٔ مسکونی در هند است که در بخش جارسوگودا واقع شده‌است. جارسوگودا ۴۵ کیلومتر مربع مساحت و ۱۲۴٬۵۰۰ نفر جمعیت دارد و ۲۱۸ متر بالاتر از سطح دریا واقع شده‌است.